# Ментухотеп I
Ментухотеп I је био локални египатски принц у Теби за време Првог прелазног периода. Постао је први признати владар Једанаесте династије преузевши релативну скромну титулу „врховног поглавара Горњег Египта“ а, нешто касније, прогласио се краљем целог Египта. Наведен је као номарх у попису краљева Тутмеса III који чини део споменика 'Хола предака' у Карнаку. Такође је био отац Интефа I, који га је наследио на престолу Египта.